# Lidingöligan
För den svenska kortfilmen med samma namn, se Lidingöligan (film).
Lidingöligan var en uppmärksammad inbrottsliga som härjade i Sverige under slutet av 1990-talet. Ligan gjorde inbrott i villor i främst Stockholms rikare kommuner såsom Lidingö och Danderyd och stal exklusiva samlarföremål, dyra antikviteter, litografier signerade Chagall och Picasso, etsningar av Anders Zorn samt stal de finaste och mest exklusiva vinerna. Av de drabbade fanns bland annat före detta SAS-chefen Jan Carlzon, författaren Jan Guillou och advokaten Henning Sjöström. År 2000 dömdes delar av ligan. Ligan fick sitt namn eftersom några av huvudmännen kom från Lidingö i Stockholm.
Jan Guillous bok Tjuvarnas marknad (2004) inspirerades av Lidingöligan, liksom Netflix-serien Barracuda Queens (2023).